# لئونارد بی. استرن
لئونارد بی. استرن (انگلیسی: Leonard B. Stern؛ ۲۳ دسامبر ۱۹۲۳ – ۷ ژوئن ۲۰۱۱) یک فیلم‌نامه‌نویس، تهیه‌کننده، و کارگردان فیلم اهل ایالات متحده آمریکا بود. وی بین سال‌های ۱۹۴۹ تا ۲۰۰۰ میلادی فعالیت می‌کرد و یکی از ابداع‌کنندگان بازی کلمات «مد لیبز» است.
از فیلم‌ها یا مجموعه‌های تلویزیونی که وی در آن‌ها نقش داشته است، می‌توان به مک‌میلان و همسرش اشاره نمود.
وی همچنین برنده جوایزی همچون جایزه امی شده است.